# ティベリウス・ミヌキウス・アウグリヌス
ティベリウス・ミヌキウス・アウグリヌス（ラテン語: Tiberius Minucius Augurinus、- 紀元前305年?）は紀元前4世紀末の共和政ローマの政治家・軍人。紀元前305年に執政官（コンスル）を務めた。

## 出自
ミヌキウス氏族の出身。歴史家ティトゥス・リウィウスとディオドロスは、彼の名前をティベリウス・ミヌキウスとしか記していない。また、カピトリヌスのファスティでも、コグノーメン（第三名、家族名）は欠落している。アウグリヌスのコグノーメンは後年の年表にあるのみである。
ミヌキウス氏族自体はもともとパトリキ（貴族）であるが、ティベリウス・ミヌキウス・アウグリヌスはプレブス（平民）の出身であり、プレブス系ミヌキウス氏族としては最初の執政官である。

## 経歴
紀元前305年にアウグルヌスは執政官に就任するが、彼に関する記録があるのはこの年のみである。同僚執政官はルキウス・ポストゥミウス・メゲッルスであった。
時は第二次サムニウム戦争の終盤であり、両執政官とも出征している。しかしディオドロスの簡素な記載とリウィウスの詳細な記載は内容が異なっている。リウィウスは彼の記述に二つの資料を用いているが、それらの資料もいくつかの点で異なっている。
ディオドロスによれば、ローマ軍はまずパエリグニ（en）に勝利した。サムニウムはカンパニア北方のアゲル・フレルヌスに侵攻してきたが、ディオドロスによれば両執政官は合同してこれと戦った。最初の野戦において、ローマ軍は勝利を収め捕虜2,000を得た。さらに両執政官はボウィアヌムの戦いに勝利しボウィアヌムを占領した。サムニウムの指導者ゲリウス・ガイウス（おそらくリウィウスが書くスタティウス・ゲリッウスと同一人物）が6,000の兵を率いてローマ軍に挑んだが、敗北して彼自身も捕虜となった。作戦の最終段階で、ローマはソラを含む三都市を占領した。
リウィウスによると、サムニウム軍はアゲル・フレルヌスではなく、その近隣のアゲル・ステラッスに侵攻した。続いて、両執政官はサムニウムに向かったが、別個に作戦を行った。アウグリヌスはボウィアヌムと、メゲッルスはティフェルヌムと戦った。メゲッルスはサムニウムに大勝利したとも、決着がつかなかったとも言われる。その後、両執政官は合流し、サムニウム軍に対して目覚ましい勝利をあげ、敵の司令官スタティウス・ゲリッウスを含む多くの将軍クラスを捕虜とした。リウィウスが参照する他の資料では、その後両執政官は共同でボウィアヌムを攻略し、両者共に凱旋式を実施したとする。他方、別説では、アウグリヌスはこの戦闘で重傷を負い、野営地で死亡したとされる。このため補充執政官としてマルクス・フルウィウス・クルウス・パエティヌスが選ばれ、パエティヌスがボウィアヌムを攻略したとする。カピトリヌスのファスティにはパエティヌスが補充執政官として記録されており、凱旋式のファスティでは、凱旋式を実施したのはメゲッルスとパエティヌスであるとされている。これらの資料はリウィウスの別説の記述と一致する。

## 参考資料
- ティトゥス・リウィウス『ローマ建国史』
- シケリアのディオドロス『歴史叢書』
- Friedrich Münzer : Minucius 34). In: Paulys Realencyclopädie der classischen Altertumswissenschaft (RE). Volume XV, 2, Stuttgart 1932, Sp. 1946.